# Мамедов, Натиг Насир оглы
Натиг Насир оглы Мамедов (азерб. Məmmədov Natiq Nəsir oğlu; род. 23 октября 1956 года, Баку) — азербайджанский государственный деятель. Глава Шемахинского района (2004—2006). Заместитель министра труда и социальной защиты Азербайджана (2006—2018).

## Биография
Родился 23 октября 1956 года в Баку. В 1979 году окончил лечебно-профилактический факультет Азербайджанского медицинского университета.
В 2009 году защитил кандидатскую диссертацию на тему: Комплексный анализ организации и деятельности медико-социальной экспертной службы и пути ее совершенствования в Азербайджанской Республике.
С 1990 по 1996 год являлся главой здравоохранения Сабунчинского района г. Баку[уточнить]. 
С 1996 по 2001 год работал главным врачомом 12-й городской поликлиники Сабунчинского района.
Член партии «Новый Азербайджан» (с 1995).
С 2001 по 2004 год являлся главой управления и организации министерства молодёжи, спорта и туризма Азербайджана, с 2002 года — начальником главного управления туризма.
Глава исполнительной власти Шемахинского района (26 марта 2004 — 6 июля 2006).
С 2005 года является действительным членом общества дворянства Азербайджана.
Заместитель министра труда и социальной защиты населения Азербайджана (6 июля 2006 — 30 октября 2018).
В 2006 году являлся членом наблюдательного совета Фонда социального развития вынужденных переселенцев Азербайджана.

## Награды
- Медаль имени Юсифа Мамедалиева (14 апреля 2004, Центр просвещения, культуры и информации «Знание», за заслуги в области просвещения )
- Заслуженный работник туризма (2011)
- Медаль «Прогресс» (21 июня 2017, за продуктивную деятельность на государственной службе)[7]

## Дополнительное образование
Прошёл курсы по усовершенствованию специальности:
- Институт усовершенствования врачей Азербайджана, специализация — дерматовенерология (1981)
- Институт усовершенствования врачей Азербайджана, социальная гигиена, организация и управление по профилактике (1988)
- В 1991 году в Москве окончил курс запаса руководящих кадров Министерства здравоохранения СССР по циклу научной основы управления технологий и здравоохранения
- Институт усовершенствования врачей Азербайджана, общественное здоровье и здравоохранение (1996)
- Институт усовершенствования юридических кадров имени Х. Хасмамедова при Министерстве юстиции Азербайджана, основы Конституции Азербайджана, трудовое законодательство и механизм его исполнения, гражданское, хозяйственное и уголовное законодательство (1991, 1997)